# Регау
Регау (нем. Regau) — ярмарочная коммуна (нем. Marktgemeinde) в Австрии, в федеральной земле Верхняя Австрия. 
Входит в состав округа Фёклабрук.  Население составляет 6077 человек (на 1 апреля 2009 года). Занимает площадь 34 км². Официальный код — 41731.

## Политическая ситуация
Бургомистр коммуны — Петер Харрингер (АНП) по результатам выборов 2005 года.
Совет представителей коммуны (нем. Gemeinderat) состоит из 31 места.

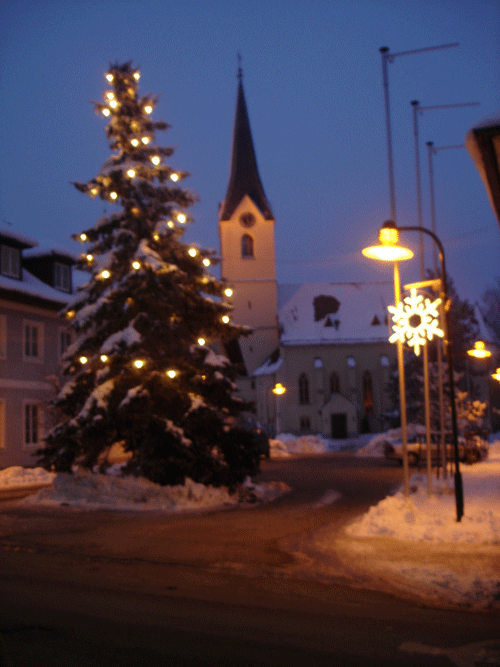
Центральная площадь

- АНП занимает 12 мест.
- СДПА занимает 11 мест.
- Зелёные занимают 5 мест.
- АПС занимает 3 места.